# Mubaarak Nuh
Mubaarak Nuh, född 28 april 2002 i Somalia, är en svensk fotbollsspelare som spelar yttermittfältare för Malmö FF.

## Karriär
Fotbollskarriären inleddes i FC Växjö innan Mubaarak Nuh via Växjö United FC, dåvarande SUFstar, hamnade i Östers IF.
Säsongen 2017 blev lyckosam för Nuhs del. Den inleddes med ett provspel i engelska storklubben Chelsea, innan yttermittfältaren skrev historia under hösten. I Superettan-mötet med IK Frej den 1 september gjorde nämligen Mubaarak Nuh ett inhopp i den 94:e matchminuten. Då han enbart var 15 år och 126 dagar gammal blev han den yngste spelaren någonsin i Superettan och Sveriges elitserier. Utöver det blev han även den yngste spelaren att representera Östers IF i tävlingssammanhang. Kort därpå lyftes han upp i Östers seniortrupp.
Efter den rekordtidiga debuten blev det ingen mer tävlingsmatch för Östers IF:s seniorlag. Sommaren 2018 nobbade nämligen Mubaarak Nuh ett A-lagskontrakt med klubben och skrev istället på för Malmö FF och spel med skåningarnas U17-lag. I december 2020 flyttades han upp i A-laget och skrev på ett tvåårskontrakt med MFF. Den 28 juni 2021 lånades Nuh ut till danska Jammerbugt FC på ett låneavtal över resten av året.
I maj 2022 förlängde Nuh sitt kontrakt i Malmö FF fram över säsongen 2025. Hösten 2022 var han utlånad till BK Olympic. I december 2022 lånades Nuh ut till Örgryte IS på ett säsongslån.

## Personligt
Mubaarak Nuh föddes i Somalia och kom till Sverige som sexåring. Familjen bosatte sig då i stadsdelen Araby i Växjö.